# Piflufolastat F-18
Piflufolastat F-18, vendido sob a marca Pylarify, é um agente de diagnóstico radioativo usado em imagens de tomografia por emissão de positrões (PET). Especificamente, é usado para obter imagens do cancro de próstata. É administrado por injeção na veia.
Os efeitos secundários comuns incluem dor de cabeça, alteração do paladar e cansaço. Outros efeitos secundários podem incluir reações alérgicas e exposição à radiação.